# Kup europskih prvaka 1963./64. (vaterpolo)
Prvo izdanje Kupa europskih prvaka u vaterpolu odigrano je u sezoni 1963./64. u Zagrebu u Jugoslaviji. Sudjelovalo je 6 klubova. Prvim prvakom Europe postao je beogradski Partizan.
- 1. Partizan (Jugoslavija)
- 2. Dinamo Moskva (SSSR)
- 3. Dinamo Magdeburg (Istočna Njemačka)
- 4. Duisburg (Njemačka)
- 5. Canottieri Napulj (Italija)
- 6. Legia Varšava (Poljska)

- sastav Partizana (1. naslov): Milan Muškatirović, Đorđe Perišić, Ozren Bonačić, Boris Čukvas, Mirko Sandić, Zoran Janković, Feliče Tedeski, Branko Živković, Nenad Manić, Dragan Čolović, Branimir Glidžić, Dragoslav Šiljak